# Popó Bueno
Paulo Eduardo Ferro Costa Galvão Bueno (Rio de Janeiro, 24 mei 1978) is een Braziliaans autocoureur. Hij rijdt momenteel in de Copa NEXTEL Stock Car voor het team van Hot Car Competições in een Opel Astra samen met Fábio Carreira.

## Carrière
- 1989 - Kampioen karting.
- 1997 - Formule Fiat, 2 overwinningen.
- 1998 - Fórmula Rio, derde.
- 1999 - Braziliaanse Formule Chevrolet.
- 2000 - Kampioen Formule Chevrolet.
- 2001-2002 - Italiaans en Europees Formule Renault.
- 2003-heden - Copa NEXTEL Stock Car